# Клод Лорен
Клод Лорен (фр. Claude Gellée; 1600, Шамањ, Вогези, Француска – у. 23. новембра 1682. год., Рим, Италија) је био француски сликар који је живио и стварао у Италији, познат као мајстор неокласичних „атмосферских пејзажа”.
Клод Лорен се 1613. године укрцао на један трговачки брод са дестинацијом у Рим, да би затим отишао у Напуљ, гдје се мисли да је ушао у радионицу по рођењу фламанског сликара Гофреда Валса. Око 1619. године, вратио се у Рим гдје је постао помоћник италијанског сликара пејзажа Агостина Тасија. Године 1625, враћа се у свој родни Шамањ гдје му је сликар који је радио за војводу од Лорене понудио посао да ослика свод цркве у Нансију, што на крају није прихватио и још једанпут се запутио у Италију, прошавши кроз Лион и Марсељу.